# Hunawihr
Hunawihr – miejscowość i gmina we Francji, w regionie Grand Est, w departamencie Górny Ren.
Według danych na rok 1990 gminę zamieszkiwały 503 osoby, 105 os./km².
W Hunawihr mieści się Centrum Reintrodukcji Bociana i Wydry z licznymi atrakcjami dla zwiedzających oraz ogród motyli egzotycznych. 

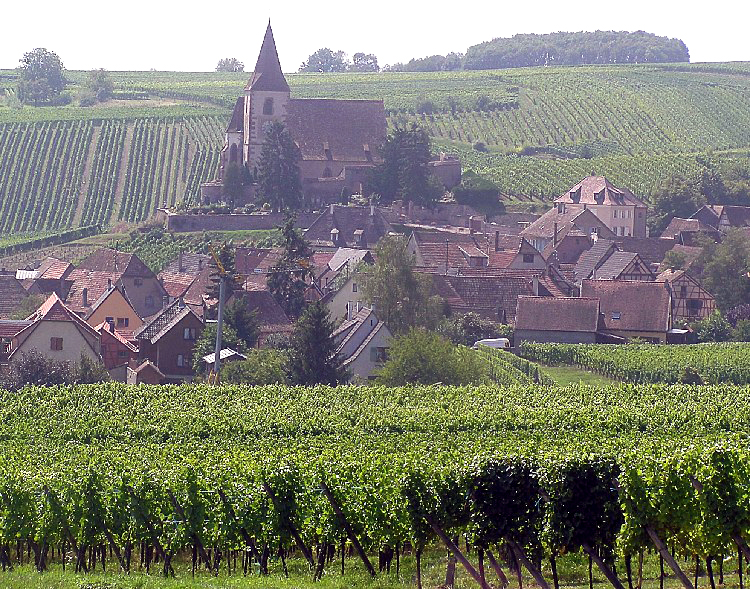
Ufortyfikowany kościół z XII w. w Hunawihr